# Houston Chronicle

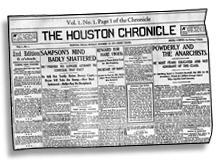
Primera edición del periódico (1901).

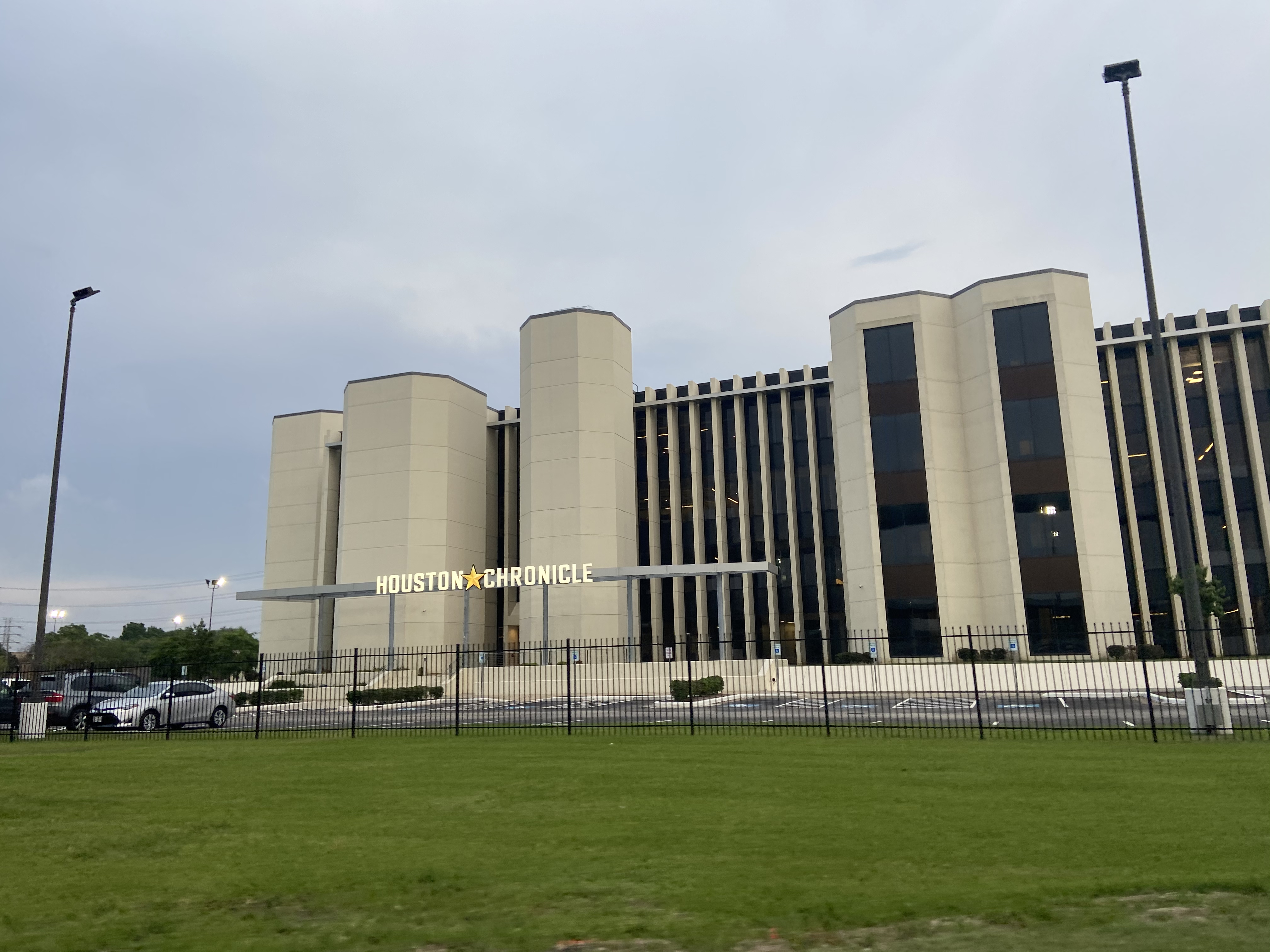
La sede del Houston Chronicle

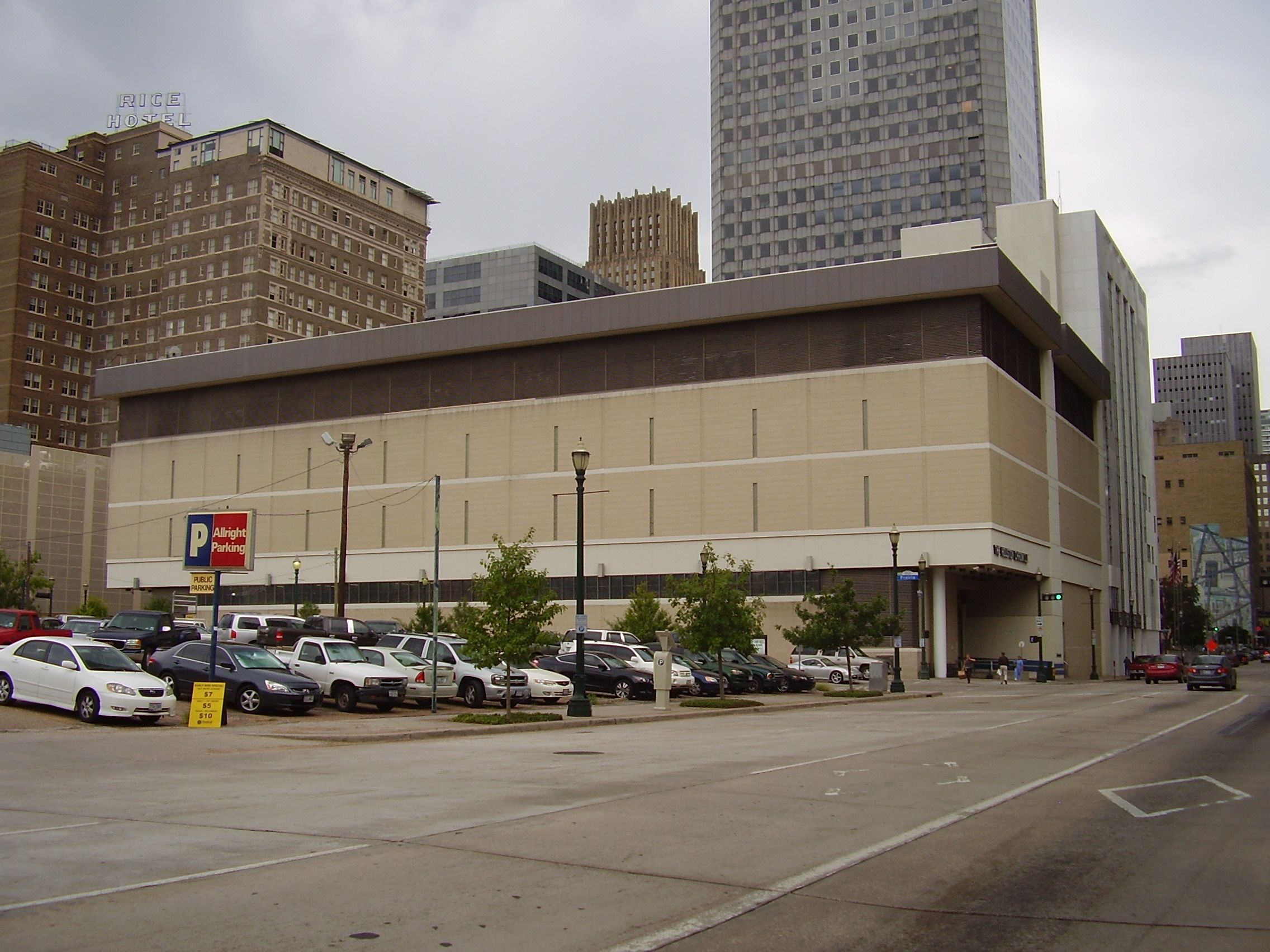
La antigua sede del Houston Chronicle

Houston Chronicle es un periódico de Hearst Corporation en Houston, Texas, Estados Unidos. El periódico tenía su sede en Downtown Houston.
Tiene un sitio web en español y La Voz de Houston, un suplemento en español.